# یوهانی هیمانکا
یوهانی هیمانکا (فنلاندی: Juhani Himanka؛ زادهٔ ۱۹ آوریل ۱۹۵۶) بازیکن فوتبال اهل فنلاند بود.
از باشگاه‌هایی که در آن بازی کرده‌است می‌توان به باشگاه فوتبال لیلستروم، باشگاه فوتبال اولو، و باشگاه فوتبال سوندسوال اشاره کرد.
وی همچنین در تیم ملی فوتبال فنلاند بازی کرده‌است.